# Тургунов Мавлян
Мавлян Тургунов (1905, місто Ташкент, тепер Узбекистан — 26 червня 1967, місто Ташкент, тепер Узбекистан) — радянський узбецький діяч, 1-й секретар Бухарського обкому КП(б) Узбекистану, голова Ташкентського облвиконкому. Депутат Верховної ради Узбецької РСР 1—3-го скликань.

## Життєпис
Народився в бідній робітничій родині. Трудову діяльність розпочав у 1915 році наймитом та поденним робітником.
Член РКП(б) з 1922 року.
Був на комсомольській та партійній роботі.
У 1938—1939 роках — 1-й секретар Андижанського міського комітету КП(б) Узбекистан Ферганської області.
З 1939 року — секретар Ферганського обласного комітету КП(б) Узбекистану; секретар Андижанського обласного комітету КП(б) Узбекистану.
На 1943 рік — 1-й секретар Бухарського обласного комітету КП(б) Узбекистану.
Потім — заступник уповноваженого Комісії партійного контролю при ЦК ВКП(б) по Узбекистану; секретар Ташкентського обласного комітету КП(б) Узбекистану.
У 1944—1947 роках — голова виконавчого комітету Ташкентської обласної ради депутатів трудящих.
З 1948 року — 1-й секретар Маргіланського міського комітету КП(б) Узбекистан; в апараті Ради міністрів Узбецької РСР.
Потім — персональний пенсіонер. Помер 26 червня 1967 року в Ташкенті.

## Нагороди
- орден Леніна (21.01.1939)
- три ордени Трудового Червоного Прапора
- медалі